# Мынзату, Роксана
Роксана Мынзату (рум. Roxana Mînzatu; род. 1 апреля 1980, Брашов) — румынский политический и государственный деятель. Член Социал-демократической партии. Депутат Европейского парламента с 2024 года. В прошлом — член Палаты депутатов Румынии (2016—2020), министр европейских фондов Румынии (2019).
17 сентября 2024 года назначена исполнительным заместителем председателя Европейской комиссии.

## Биография
Родилась 1 апреля 1980 года в Брашове.
По результатам парламентских выборов 11 декабря 2016 года избрана в Палату депутатов Румынии.
7 июня 2019 года назначена министром европейских фондов в правительстве под руководством Виорики Дэнчилэ, сменила Ровану Плумб, избранную депутатом Европейского парламента на выборах 26 мая. Правительство ушло в отставку 4 ноября.
По результатам выборов 9 июня 2024 года избрана депутатом Европейского парламента.
17 сентября 2024 года назначена исполнительным вице-президентом в комиссии под председательством Урсулы фон дер Ляйен на период 2024—2029 годов.